# Ліверпуль (Момбаса)
Футбольний клуб «Ліверпуль» або просто «Ліверпуль» (англ. Liverpool Football Club) — професіональний кенійський футбольний клуб з міста Момбаса.

## Історія
Футбольний клуб «Ліверпуль» було засновано в місті Момбаса. Першим великим успіхом «Ліверпуля» стала перемога в кубку ФА Кенії 1956 року. Аналогічного успіху команда досягла й у 1962 році. Наступного року з 13-а набраними очками «Ліверпуль» посів 3-є місце в Національній футбольній лізі Кенії, дозволивши себе випередити лише «Накуру Ол Старз» (16 очок) та «Фейсалу» (14 очок). Надалі дані про виступи команди є фрагментарними. У 1966 році команда ледь не понизилася в класі, проте зуміла випередити «Ельдорет Юнайтед» та зберегти совє місце в елеліті кенійського футболу. У кубку країни «Ліверпуль» дійшов до фіналу, де поступився «Луо Юніон» (2:4). Це був останній значний успіх клубу. Наступного року в національному чемпіонаті колектив з Момбаси фінішував 9-м. Про подальшу долю команди майже нічого невідомо. Згодом вона змінил свою назву на «Мвенж».

## Досягнення
- Національна футбольна ліга Кенії
  -  Бронзовий призер (1): 1963[2]

- Кубок президента Кенії
  -  Володар (2): 1956, 1962
  -  Фіналіст (1): 1966[3]